# Dănuţ Coman
Dănuţ Dumitru Coman (Ştefăneşti, 28 de março de 1979) é um futebolista romeno, que atua como goleiro.

## Carreira
Coman, apelidado pelos torcedores de Robocop, começou a carreira em 1995, no modesto Argeş Piteşti, ficando por lá até 2004, quando foi contratado pelo Rapid Bucureşti.
Foi pela equipe alvigrená da capital que o goleiro se destacou, levando o Rapid ao terceiro lugar no Campeonato Romeno de 2005-06 e à conquista da Copa nacional ao derrotar o Naţional/Progresul.
Em 2008, Coman foi sondado por Bordeaux e Standard de Liège, mas preferiu ficar em seu país, agora para defender o Braşov.

## Carreira na seleção
Coman estreou na Seleção Romena em 2005, em amistoso contra a Nigéria. Após falhas cometidas pelo titular Bogdan Lobonţ, Dani acabou sendo colocado em seu lugar.
Era nome certo para a Eurocopa 2008, sendo inclusive cogitado para ser o titular da baliza romena no torneio, mas uma lesão sepultou suas chances. Para o lugar de Coman, o treinador Victor Piţurcă convocou Eduard Stăncioiu, do CFR Cluj.

## Hobbies
Além do futebol, Coman pratica outros esportes, ambos como hobby: a pesca e o tênis.